# Togo en los Juegos Olímpicos de París 2024
Togo estuvo representado en los Juegos Olímpicos de París 2024 por cinco deportistas, tres mujeres y dos hombres, que compitieron en cuatro deportes.
Los portadores de la bandera en la ceremonia de apertura fueron el triatleta Eloi Adjavon y la atleta Naomi Akakpo. El equipo olímpico togolés no obtuvo ninguna medalla en estos Juegos.